# Arctium
- Commons
- Wikispecies

Arctium é um género botânico pertencente à família Asteraceae. A bardana (Arctium lappa) é usada como comida e também muito usada como erva medicinal.

## Espécies
- Arctium lappa
- Arctium minus
- Arctium minus nemorosum
- Arctium pubens
- Arctium tomentosum

## Classificação do gênero
| Sistema | Classificação                               | Referência               |
| ------- | ------------------------------------------- | ------------------------ |
| Linné   | Classe Syngenesia, ordem Polygamia aequalis | Species plantarum (1753) |